# مونبریو دل کمپ
مونبریو دل کمپ (به اسپانیایی: Montbrió de Tarragona) یک منطقهٔ مسکونی در اسپانیا است که در بایش کمپ واقع شده‌است. مونبریو دل کمپ ۱۰٫۷ کیلومتر مربع مساحت و ۲٬۶۵۰ نفر جمعیت دارد.